# Jacob Adolf Wallenberg
Jacob Adolf Wallenberg, född 1 juli 1827 i Linköping, död där 8 juni 1895, var en svensk jurist och polismästare. Han var far till Jacob Fredric Wallenberg.
Efter studentexamen 1846 avlade Wallenberg juridisk-filosofisk kandidatexamen 1849. Han blev extra ordinarie kanslist vid Civildepartementet 1849, extra ordinarie kanslist vid Justitierevisionsexpeditionen 1852, auskultant vid Svea hovrätt 1852, extra ordinarie notarie vid samma hovrätt 1853, notarie vid Överståthållarämbetet för polisärenden 1857, vice häradshövding 1857 och konstituerad kopist i Justitierevisionsexpeditionen 1859. Han var biträdande polismästare i Stockholm mellan 1860 och 1863, och ordinarie polismästare mellan 1863 och 1866. År 1867 blev han landssekreterare i Östergötlands län.
Han var riddare av Sankt Olavs orden och Nordstjärneorden.
Till följd av dansk-tyska kriget utspelades i Stockholm marsoroligheterna 1864, varvid Wallenberg förde befälet över polisen. Den 5 mars 1864 samlades en folkhop på Gustav Adolfs torg för att uttrycka sitt stöd för Sveriges uppslutning på Danmarks sida. Hopen samlades på Blasieholmen, där kritik uttalades mot utrikesminister Ludvig Manderström, som ansågs varit den som avrått Karl XV från ett svenskt ingripande. Polisen grep en stor mängd personer och Wallenberg beordrade att vattensprutor skulle användas mot de protesterande. Effekten uteblev dock; i stället eskalerade oroligheterna den 6 mars. Polisen ansågs uppträda överdrivet våldsamt och Justitiekanslern upprättade en anmälan mot Wallenberg.
I tidningen Söndags-Nisse publicerades nidvisor om polismästare Wallenberg och hans “gatujägare”. Särskilt framgångsrik blev dikten Konstapel Batongs sägner (efter inspiration av Fänrik Ståls sägner), som utkom i bokform.